# 혹성 로보트 썬더A
"혹성 로보트 썬더A"(혹성 로보트 썬더-A)는 한국에서 제작된 조항리 감독의 1981년 애니메이션, 가족, SF, 액션 영화이다. 황기태 등이 제작에 참여하였다.

## 스태프
- 총지휘: 김청기
- 제작: 황기태
- 기획: 김태준
- 구성: 심상일
- 원화: 마현덕, 김주인, 공화열, 정상용, 이의구, 심재열
- 동화: 유희정, 성백엽, 조인숙, 명영진, 이남여, 박용길, 사경축, 문종희, 이희숙, 이은영, 허준, 손종진, 정재훈, 이역숙, 문동열, 이용배, 김정자, 권오선, 김성직, 박미정, 임영신, 정창열
- 선화: 장혜련, 박영신
- 채화: 최희숙, 김승철, 박재경, 이영선, 이수미, 오희자
- 배경: 강세건, 임수미
- 그림효과: 배상준
- 특수촬영: 이성우
- 촬영: 유승덕
- 촬영보: 정재철, 김흥미
- 음악: 정민섭
- 노래: 정여진, 별셋
- 제작부장: 김춘범
- 진행: 양동욱
- 편집: 박순덕
- 녹음담당: 유창국
- 녹음: 청맥녹음실
- 현상: 세광현상소
- 협찬: 새소년사
- 각본∙감독: 조항리
- 제작: 남양기획(주)(언급되지 않음)
- 배급: 천호문화(서울)(언급되지 않음)

## 같이 보기
- 혹성로보 단가드A
- 무적강인 다이탄3
- 기동전사 건담
- 사이보그 009